# Výškov (Chodová Planá)
Výškov je malá vesnice, část městyse Chodová Planá v okrese Tachov v Plzeňském kraji. Nachází se asi tři kilometry východně od Chodové Plané. Prochází zde silnice II/198. Výškov leží v katastrálním území Výškov u Chodové Plané o rozloze 4,6 km².

## Historie
První písemná zmínka o vesnici pochází z roku 1237.
Z Výškova u Plané pocházeli Měsíčkové z Výškova, staročeský vladycký rod (v erbu měli vlčí hlavu s krkem své přirozené neb hnědé barvy na červeném štítě).

## Obyvatelstvo
| Rok            | 1869 | 1880 | 1890 | 1900 | 1910 | 1921 | 1930 | 1950 | 1961 | 1970 | 1980 | 1991 | 2001 | 2011 | 2021 |
| -------------- | ---- | ---- | ---- | ---- | ---- | ---- | ---- | ---- | ---- | ---- | ---- | ---- | ---- | ---- | ---- |
| Počet obyvatel | 196  | 214  | 218  | 211  | 190  | 215  | 198  | 96   | 102  | 71   | 40   | 30   | 29   | 37   | 44   |
| Počet domů     | 33   | 36   | 39   | 40   | 40   | 41   | 44   | 28   | 28   | 18   | 13   | 15   | 18   | 19   | 21   |

## Obecní správa
Při sčítání lidu v letech 1850–1959 Výškov byl samostatnou obcí, se kterým patřil nejprve do okresu Planá, ale v roce 1950 v okrese Mariánské Lázně. Od roku 1960 je částí městyse Chodová Planá v okrese Tachov.

## Pamětihodnosti

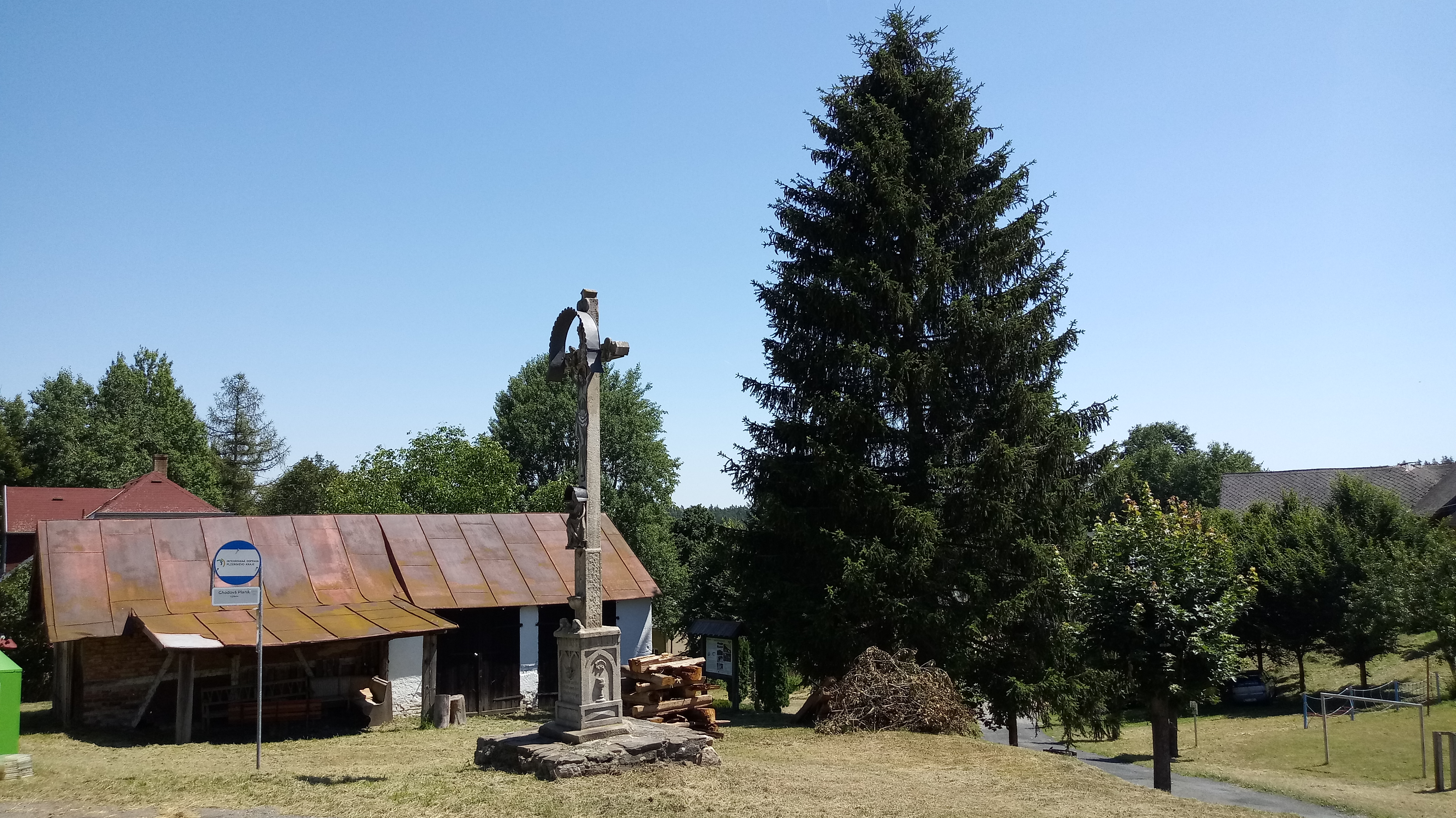
Kříž na návsi

- Na výběžku Lazurového vrchu se nachází zbytky středověkého hradu Lazurová hora (zvaného též Michalšperk) založeného ve 13. století. O hradu neznáme žádné písemné zprávy, ale podle archeologických nálezů zanikl brzy po svém založení.[9]
- Přírodní rezervace Lazurový vrch